# Edna Best

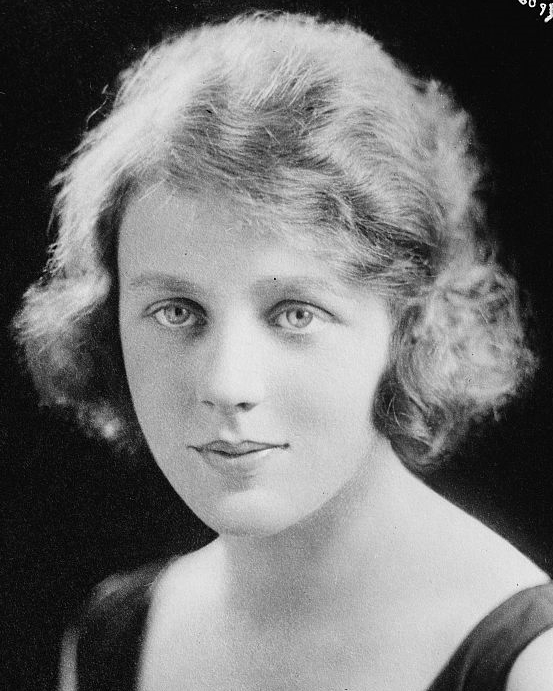
Edna Best

Edna Clara Best (* 3. März 1900 in Hove, East Sussex, England; † 18. September 1974 in Genf, Schweiz) war eine britische Schauspielerin.

## Leben
Edna Best begann ihre Schauspielkarriere auf Londoner Bühnen, ihr Bühnendebüt gab sie 1919 in einer Produktion von Charleys Tante. Sie erreichte schnell Bekanntheit, insbesondere durch Auftritte in Musikkomödien, und hatte 1925 mit der Titelrolle im Bühnenhit The Constant Nymph einen großen Erfolg. Ab Mitte der 1920er-Jahre stand sie auch am Broadway in New York auf der Bühne und spielte dort in den folgenden 30 Jahren zahlreiche Rollen. Dort verkörperte sie unter anderem Hauptrollen in Produktionen von George Bernhard Shaws Captain Brassbound's Conversion und W. Somerset Maughams Jane.
Im Vergleich zu ihren vielen Bühnendarbietungen fällt ihre Filmografie eher kurz aus, da sie nur sporadisch in Filmen auftrat. Ihr Filmdebüt machte Best 1921 in der Hauptrolle der britischen Stummfilmkomödie Tilly of Bloomsbury. Eine ihrer bekanntesten Filmrollen spielte sie 1934 in dem Alfred-Hitchcock-Film Der Mann, der zuviel wußte als Mutter eines entführten Kindes, die als wehrhafte Meisterschützin ihrem Kind zur Hilfe eilt. Ab Ende der 1930er-Jahre spielte sie in mehreren Hollywood-Filmen, so als verlassene Ehefrau neben Leslie Howard und Ingrid Bergman in dem Liebesfilm Intermezzo sowie als Haushälterin von Gene Tierneys Hauptfigur in der Komödie Ein Gespenst auf Freiersfüßen. Bereits 1948 drehte sie ihren letzten Kinofilm The Iron Curtain, danach trat sie noch für einige Fernsehproduktionen vor der Kamera.
1957 erhielt sie eine Nominierung für einen Emmy Award für ihre Verkörperung der Ethel in dem Fernsehfilm This Happy Breed. Für ihre Verdienste für den Film wurde sie 1960 mit einem Stern auf dem Hollywood Walk of Fame geehrt. In den frühen 1960er-Jahren zog sie sich von der Schauspielerei zurück und starb im September 1974 im Alter von 74 Jahren in einer Klinik in Genf.
Edna Best war dreimal verheiratet. Aus ihrer ersten Ehe hatte sie Zwillingssöhne.  Danach war sie von 1928 bis 1940 mit dem Schauspieler Herbert Marshall verheiratet, mit dem sie auch mehrfach gemeinsam in Theaterstücken auftrat. 1933 wurde ihre Tochter Sarah Marshall geboren, die ebenfalls als Schauspielerin tätig war. Nur fünf Minuten nach der Scheidung von Marshall heiratete Best 1940 in ihrer dritten und letzten Ehe den Talentagenten Nat Wolff, mit dem sie bis zu dessen Tod 1959 zusammen blieb.

## Filmografie (Auswahl)
- 1921: Tilly of Bloomsbury
- 1930: Sleeping Partners
- 1934: Der Mann, der zuviel wußte (The Man Who Knew Too Much)
- 1939: Intermezzo (Intermezzo, a Love Story)
- 1940: Die Insel der Verlorenen (Swiss Family Robinson)
- 1940: Ein Mann mit Phantasie (A Dispatch from Reuters)
- 1947: The Late George Apley
- 1947: Ein Gespenst auf Freiersfüßen (The Ghost and Mrs. Muir)
- 1948: The Iron Curtain
- 1959: Berkeley Square (Fernsehfilm)